# Statue-menhir du Plo du Roi
La statue-menhir du Plo du Roi est une statue-menhir appartenant au groupe rouergat découverte à Laval-Roquecezière, dans le département de l'Aveyron en France.

## Description
Elle a été découverte en 1965 au lieu-dit Plo du Roi. La statue est très incomplète, le fragment découvert (0,64 m de hauteur sur 0,55 m de largeur) correspond uniquement à la partie supérieure dorsale d'une statue plus grande. Elle a été sculptée sur une dalle de grès dont le site d'extraction le plus proche est situé à environ 1 km de distance.
Les caractères anthropomorphes visibles sont les terminaisons dorsales des bras et la chevelure. C'est une statue-féminine.